# Johannes Gerschmann
Johannes Gerschmann (* 31. Juli 1858 in Königsberg i. Pr.; † 17. Januar 1928 ebenda) war ein deutscher Gymnasiallehrer.

## Leben
Johannes Gerschmann studierte von 1876 bis 1879 an der Albertus-Universität Königsberg Neuphilologie. Im Sommersemester 1876 wurde er Mitglied der Burschenschaft Germania Königsberg. Nach zwei Jahren in Sankt Petersburg (1880–1882) bestand er am 17. März 1883 das Examen pro facultate docendi. 1883/84 diente er als Einjährig-Freiwilliger in der Preußischen Armee. Er absolvierte 1884/85 das  Probejahr an der Burgschule in Königsberg und erteilte bis Ostern 1887 fakultativen Englischunterricht am Königlichen Wilhelms-Gymnasium. Ostern 1887 wurde er wissenschaftlicher Hilfslehrer am Löbenichtschen Realgymnasium, an dem er zum 1. September 1887 als Oberlehrer fest angestellt wurde. Er war Mitglied der Prüfungskommission für Rektoren und Mittelschullehrer, sowie derjenigen für Lehrerinnen der französischen und der englischen Sprache. Im Sommer 1900 und im Frühjahr 1901 wurde er für Studienreisen nach Frankreich und Russland beurlaubt. Am 15. März 1902 wurde er als schultechnischer Mitarbeiter an das Kgl. Provinzial-Schulkollegium zu Danzig berufen. Von 1910 bis 1923 war er Oberschulrat am Königsberger Provinzialschulkollegium. Er war Schriftführer einer um 1895 gegründeten Literarischen Gesellschaft.

## Ehrungen
- Gymnasialprofessor[1]
- Geh. Regierungsrat[1]
- Präsident der Königlichen Deutschen Gesellschaft (Königsberg) (1921–1927)[1]

## Veröffentlichungen
- Studien über den modernen Roman. Königsberg i. Pr. 1894 (Festschrift der Königsberger Gymnasien zur 350-jährigen Jubelfeier der Albertina 1894).
- Russische Lyrik in den Versmaßen der Originale übertragen. Königsberg i. Pr. 1915.
- Kunst und Moral.  1901.